# Київське водосховище
Ки́ївське водосхо́вище, Київське море — одне з шести водосховищ Дніпровського каскаду на річці Дніпро в межах Київської та Чернігівської областей України. Найвище за течією дніпровське водосховище.

## Характеристика
Водосховище було створено в 1964—1966 роках і стало передостаннім за часом створення на Дніпрі. Найбільша його ширина становить 12 км. Греблю розмістили на верхній ділянці Дніпра вище Києва в районі міста Вишгорода. Воно розташоване по Дніпру — від Вишгорода до с. Дніпрова, по Прип'яті — від гирла до м. Чорнобиля і по Тетереву — від гирла до с. Богдани. Прєктна площа водосховища за умов нормального підпірного рівня (103,0 м БС) становить 922 км², довжина — близько 110 км, найбільша ширина — 13 км, у деяких місцях — до 3 км. Найбільші глибини (до 15 м) знаходяться біля греблі, середня глибина (4,1 м) і мілководдя (до 2 м) займають майже половину всієї площі водосховища.
Різниця рівня води між верхнім і нижнім рівнями використовується Київською гідроелектростанцією для отримання електроенергії.

## Опис
Водосховище утворено греблею Київської ГЕС. Заповнено у 1964—1966 роках.
Проєктні характеристики:
- нормальний підпірний рівень — 103,0 м,
- рівень мертвого об'єму — 101,5 м,
- площа за умов НПР — 922 км²,
- об'єм — 3,73 км³, довжина — 110 км,
- найбільша ширина — 20 км.

Унаслідок замулення і заростання (передусім зони виклинювання) сучасна площа зменшилася до 824 км², довжина — до 96 км.
Водосховище має сезонне регулювання стоку. Коливання рівня води — до 1,5 м.
Мінералізація води протягом року коливається в межах 196—374 мг/дм³.
У водосховище впадають річки:
- з правого берега: Тетерів, Ірпінь, Прип'ять.

Створення водосховища покращило умови судноплавства. Використовується як регулятор стоку, для гідроенергетики, водозабезпечення, рибного господарства, рекреації.
Територію Київського водосховища можна розділити на кілька ділянок, кожна з яких має специфічні риси. Так, дніпровське плесо, розташоване вздовж русла Дніпра вище злиття Дніпра і Прип'яті, дуже мілководне. Це властиво й прип'ятському плесу, що тягнеться уздовж русла Прип'яті вище її гирла. Верхні, або руслові, частини даних плес — річки з дещо уповільненою течією і підвищеним рівнем води. За своїми особливостями вони мало відрізняються від ділянок Дніпра і Прип'яті, розташованих вище зони водосховища.
Нижні, розширені частини плес мають озероподібний характер. Їхні мілководні ділянки (до 3 м) рясно заростають річковими рослинами й водоростями. Води прип'ятського плеса відрізняються від вод дніпровського кольором — що пояснюється підвищеним вмістом гумінових речовин. Тетерівське плесо також мілководне. Але вплив вод Тетерева на водний режим, а також рослинний і тваринний світ водосховища менш відчутний, ніж Дніпра та Прип'яті. Це обумовлено різною наповненістю цих річок. З водами Тетерева у водосховище вноситься певна кількість речовин органічного походження з побутових і промислових стоків, що викликають цвітіння води.
Основне плесо водосховища, розташоване нижче місця злиття Дніпра з Прип'яттю, можна розділити на три частини. Нижньою межею верхньої частини основного плеса є с. Страхолісся. Тут мілководдя глибиною до 3 м займають майже 3/4 всієї площі. Вони рясно заростають рослинністю і нитчастими водоростями. Ця частина основного плеса перебуває під великим впливом верхніх Дніпровського і Прип'ятського плес. Ось чому багато властивостей води по лівій стороні схожі з властивостями дніпровських, а по правій — прип'ятських вод.
Нижньою межею середньої частини основного плеса є Рудня-Толокунська. Ділянка глибоководна. Площі з глибинами до 3 м становлять трохи більше 1/3 площі. Властивості води залежать від змішування вод верхньої частини основного і Тетерівського плес.
Нижня частина основного плеса, що тягнеться від с. Рудня-Толокунська до греблі, найглибоководніша. Мілководдя становлять незначну частину, тому рослинність розвивається слабо.

## Гідрологія
Протягом року рівень води водосховища змінюється. Він знижується з січня до середини березня, потім унаслідок надходження паводкових вод підвищується до середини квітня, після чого знову падає протягом квітня-червня. Його підвищення спостерігається лише на початку зими, що обумовлено осінніми дощами, а потім рівень води знову знижується.
Залежно від режиму рівнів у водосховищі розрізняють осушувану зону і зону постійного затоплення. У межах осушуваної зони виділяють дві підзони.
- Підзона тимчасового затоплення виражена тільки у верхній частині водосховища. Вона затоплюється з середини березня до кінця червня. На її території розвивається лугова рослинність.
- Підзона тимчасового осушення розташована нижче попередньої. Ці території звільняються від води тільки на початку вересня, у зв'язку з осіннім зниженням її рівня. Вони заростають переважно земноводною рослинністю.

Водообмін водосховища здійснюється 9—12 разів на рік і залежить від обсягу води, що надходить з Дніпра і Прип'яті. У період паводка (квітень — травень) водосховище мало відрізняється від річки. Лише з встановленням річної межені в Дніпрі (кінець червня — липень) проточність водосховища знижується, воно приймає озероподібний вигляд. Швидкість водообміну в червні — липні впливає на розвиток «цвітіння» води: при гарній проточності в поєднанні з невеликою похибкою водної маси і з деякими іншими факторами «цвітіння» води розвивається меншою мірою, ніж при слабкій проточності і більшого прогрівання води.
Характерною особливістю Київського водосховища, розташованого вище всіх інших дніпровських водосховищ, є те, що навесні виникає велика різниця рівнів між верхньою частиною водосховища і його основним плесом, яка може досягати 1,5—2 м. Найвища температура (21,5–22,0 °C) спостерігається в липні. Внаслідок потепління клімату існує тенденція підвищення температури води у водосховищі .

## Затоплені населені пункти
При заповненні водосховища було затоплено багато сіл, переважно на лівому березі: Старосілля, Сваром'я, Ошитки, Тарасовичі, Чернин, Новосілки-на-Дніпрі, Окунінове, Новий Глибів, Старий Глибів, Бірки та декілька сіл на правому березі: Борки, Толокунська Рудня, Ротичі, Домантове.

## Проблеми та заходи безпеки
Постійний контроль за станом безпеки греблі водосховища та гідроелектростанції здійснюють Міністерство енергетики та вугільної промисловості України, Державне агентство водних ресурсів України, Державна служба України з надзвичайних ситуацій, Український гідрометеорологічний центр.

## Природоохоронні території
- Міжрічинський регіональний ландшафтний парк

## Галерея
|
|
|